# Toro Rosso STR11
La Toro Rosso STR11 è una vettura da Formula 1 realizzata dalla Toro Rosso per prendere parte al campionato mondiale di Formula 1 2016.

## Contesto

### Ritorno ai motori Ferrari
Dopo sole due stagioni, la Toro Rosso perde la fornitura dei motori Renault a causa anche della rottura tra la casa di Viry-Châtillon e la Red Bull, di cui la Toro Rosso è il B-Team, e la trattativa non andata in porto tra la squadra austriaca e il motorista francese per la vendita proprio della Toro Rosso a quest'ultima. Il 4 dicembre 2015 viene ufficializzato l'accordo tra la scuderia faentina e la Ferrari per la fornitura della power-unit: la Toro Rosso torna quindi a montare i propulsori del Cavallino (già montati in precedenza nelle auto del team tra il 2007 e il 2013), mentre la Ferrari si impegna a fornire la propria unità ibrida aggiornata però al 2015.

### Piloti

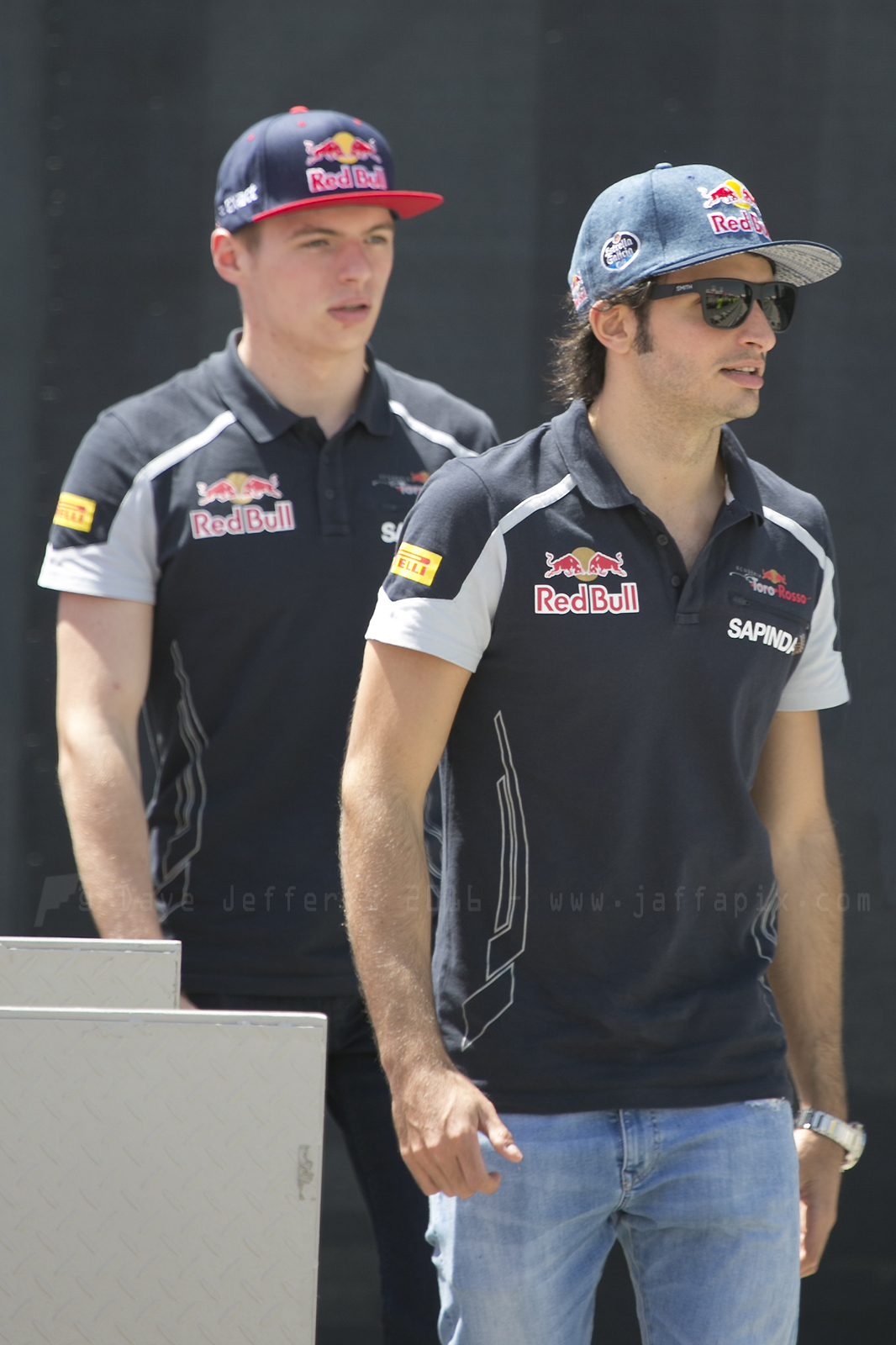
Max Verstappen e Carlos Sainz Jr. confermati dalla Toro Rosso anche per il 2016

Grazie anche ai buoni risultati ottenuti nella stagione precedente, vengono riconfermati come piloti titolari l'olandese Max Verstappen e lo spagnolo Carlos Sainz Jr. mentre i collaudatori sono il francese Pierre Gasly e il brasiliano Sérgio Sette Câmara

## Piloti
| Piloti ufficiali       | Piloti ufficiali    | Piloti ufficiali | Piloti ufficiali |
| Nazione                | Nome                | Numero           | Gare             |
| ---------------------- | ------------------- | ---------------- | ---------------- |
| Paesi Bassi (bandiera) | Max Verstappen      | 33               | 1-4              |
| Russia (bandiera)      | Daniil Kvjat        | 26               | 5-21             |
| Spagna (bandiera)      | Carlos Sainz Jr.    | 55               | 1-21             |
| Piloti di riserva      |                     |                  |                  |
| Nazione                | Nome                | Nome             | Nome             |
| Francia (bandiera)     | Pierre Gasly        |                  |                  |
| Brasile (bandiera)     | Sérgio Sette Câmara |                  |                  |

## Livrea e sponsor

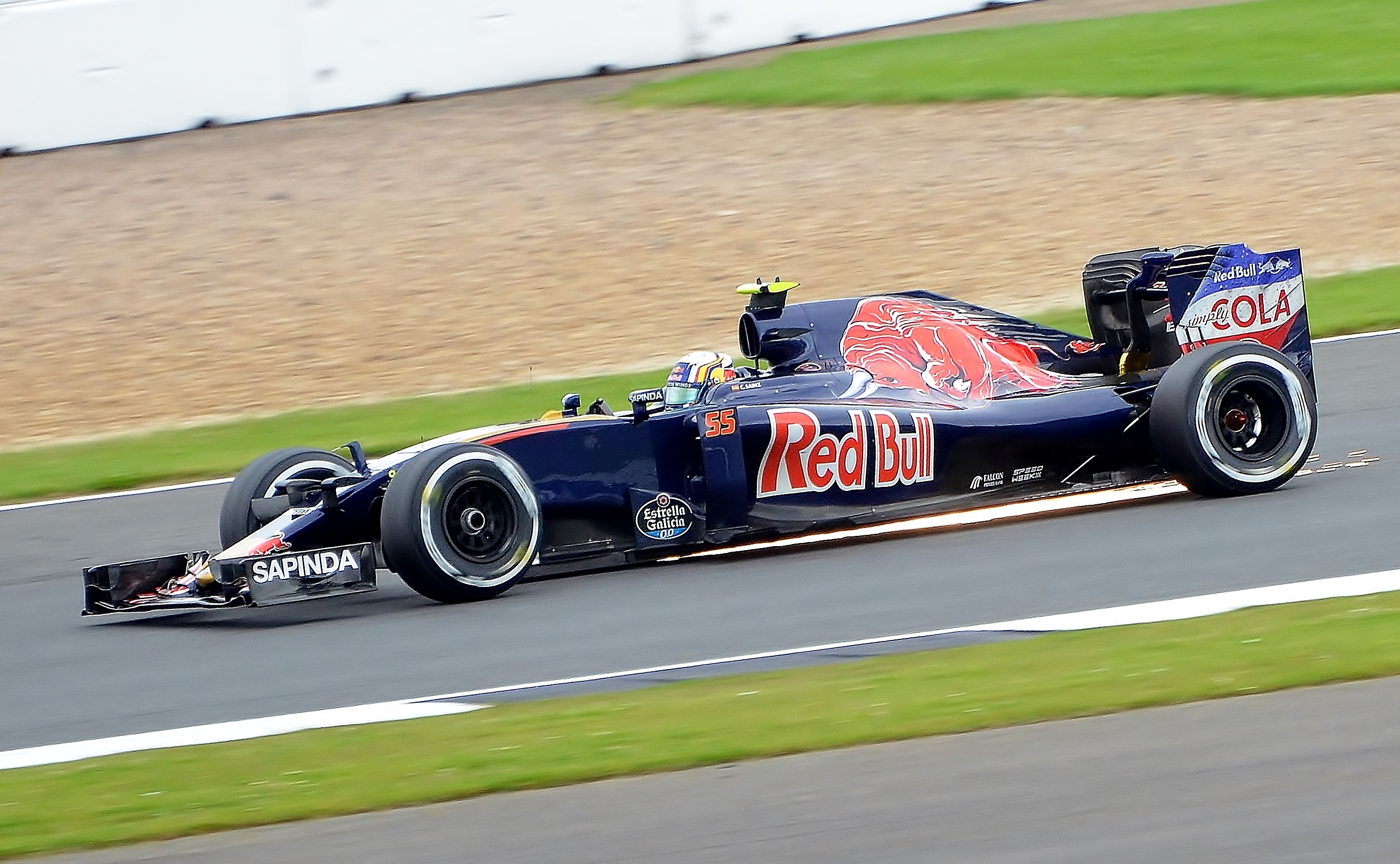
Vista laterale della STR11 guidata da Carlos Sainz Jr. durante il Gran Premio di Gran Bretagna

Dopo essere scesa in pista la vettura con una livrea provvisoria (auto completamente blu e senza sponsor) il 16 febbraio 2016, la livrea definitiva è stata presentata a Barcellona il 1º marzo seguente. 
La livrea definitiva non differenzia molto da quella della STR10, avendo anche in questo caso il blu come colore primario, il color oro sull'estremità del muso e il classico toro rosso stilizzato sul cofano motore che sponsorizza Red Bull ed è ormai caratteristico delle vetture faentine. Spariscono gli sponsor Cepsa e Nova Chemicals, mentre sul muso anteriore appare il nuovo sponsor Casio, affiancato dagli altri sponsor confermati Pirelli, Acronis, SpeedWeek, Sapinda ed Estrella Galicia.

## Presentazione
La vettura è stata presentata il 1º marzo 2016 sul Circuito di Catalogna, prima dei secondi test sullo stesso tracciato. Il team principal Franz Tost, intervistato al riguardo, afferma che: "Siamo orgogliosi di questa vettura, è il risultato di un lavoro svolto a tempo di record nelle nostre nuove strutture e segna il ritorno della nostra collaborazione con la Ferrari. Grazie anche agli sponsor e al talento dei nostri due piloti, giovani ma con un anno di esperienza alle spalle, ci sono tutti gli ingredienti per una bella stagione, sono davvero curioso di vedere cosa riusciremo a ottenere"..

## Caratteristiche tecniche

### Telaio e aerodinamica

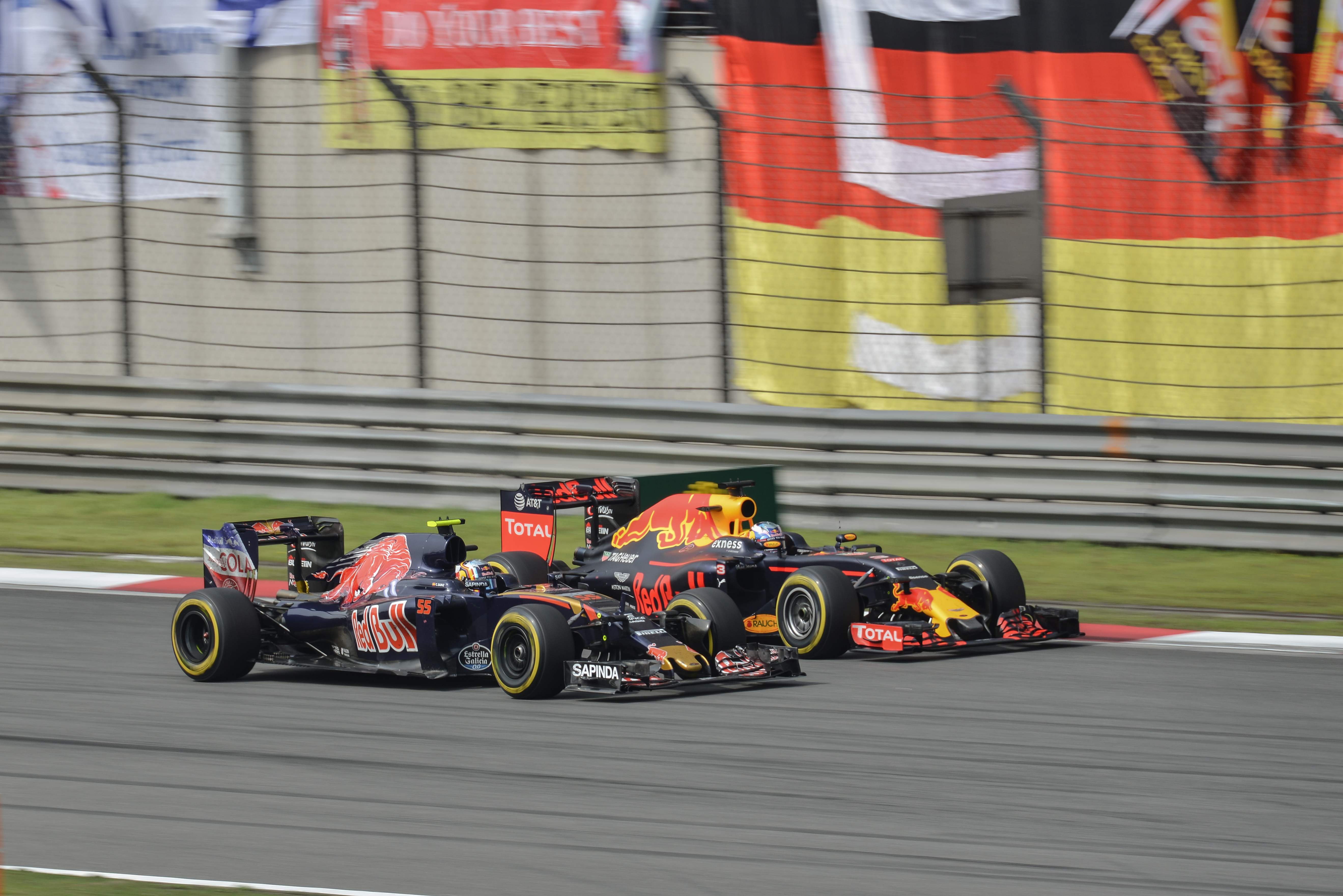
Carlos Sainz Jr. in lotta con la Red Bull di Daniel Ricciardo in Cina

Il muso anteriore della nuova STR11 resta il medesimo della passata stagione, ovvero segue la moda del taglio corto ed è dotato ancora del nasino centrale. Tuttavia, gli ingegneri del team romagnolo sarebbero riusciti a trovare il modo di aumentare la portata del flusso sotto al muso con una propria interpretazione, diversa da quella di tutti gli altri. Ovviamente nella parte superiore della muso in prossimità della scocca dove c’è il vanity panel non manca lo sfogo dell’aria dell’S-duct. 
Le pance hanno bocche dei radiatori piuttosto generose, ma sono molto svasate nella parte inferiore: i radiatori dovrebbero essere inclinati, perché la fiancata si stringe molto verso il posteriore, portando lo sfogo dell’aria calda in coda e lasciando una grande zona a Coca Cola.
Fra le novità introdotte quest’anno si segnala la paratia dell’ala posteriore che è caratterizzata dall’avere le feritoie orizzontali che sono aperte verso la parte anteriore.
L’abitacolo è caratterizzato dalle protezioni della testa più alte di 20 mm per esigenze regolamentari, mentre la presa dinamica del motore Ferrari è ogivale con il roll bar incorporato e con tre differenti bocche di alimentazione: quella centrale è riservata al 6 cilindri turbo del Cavallino, mentre quelle laterali servono al raffreddamento dell’ERS e del radiatore del cambio.

### Meccanica
Il motore utilizzato dalla Toro Rosso per disputare il campionato 2016 è il Ferrari 059/4 utilizzato dalla omonima scuderia nella passata stagione per equipaggiare la Ferrari SF15-T. La specifica è quindi quella del 2015, perciò la Toro Rosso non pùò aggiornarla con i gettoni di sviluppo messi a disposizione per i team nell'arco della stagione. Secondo regolamento FIA, la power-unit è un V6 turbo-ibrido di cilindrata 1.600 cc che, in questo caso specifico, dispone di circa 880 CV dei quali la maggior parte sono dati dall'endotermico mentre solo 160 sono dati dal sistema ERS, composto dai sistemi di recupero energia MGU-H ed MGU-K più il pacco batterie che immagazzina l'energia accumulata.
La trasmissione, semiautomatica con comando sequenziale a 8 rapporti + 1 retromarcia, è invece fornita dalla Red Bull Technology
Resta invariato lo schema sospensivo: all'anteriore la STR11 mantiene lo schema tradizionale push-rod, mentre al posteriore resta lo schema pull-rod che è stato rivisto e ridisegnato traendo ispirazione anche dal concetto portato dalla Mercedes con la Mercedes F1 W06 nel 2015.

## Carriera agonistica

### Test
L'esordio ufficiale della vettura in pista avviene il 22 febbraio 2016, con Sainz che porta in pista la STR11 con la livrea provvisoria effettuando 55 giri con un miglior tempo di 1'27"180, migliorato poi da Verstappen, alla guida il giorno dopo, che effettua 121 tornate con un tempo di 1'26"539 a quasi 4 secondi dal miglior tempo assoluto registrato da Sebastian Vettel, dovendo però fare i conti con un problema elettrico presentatosi in mattinata sulla monoposto. Le successive due giornate procedono senza intoppi (a parte una bandiera rossa causata da Sainz per una gomma fissata male nel terzo giorno) e, alla fine dei primi test pre-stagionali, la Toro Rosso si rivela essere una delle squadre con più giri effettuati e un miglior tempo sul giro di 1'25"393 fatto segnare da Verstappen nell'ultima giornata.
Nei secondi test, disputati sempre sul circuito catalano, la Toro Rosso continua a trovarsi ancora in ottima forma, girando sugli stessi tempi dei team di medio-alta classifica e girando più di tutti per tre giorni di fila. Inoltre, nell'ultima giornata la STR11 sorprende tutti con Sainz che chiude in seconda posizione in 1'23"134, a 3 decimi dal miglior tempo fatto nuovamente da Vettel che però ha girato con una mescola più dura rispetto a quella usata dal madrileno.

### Stagione

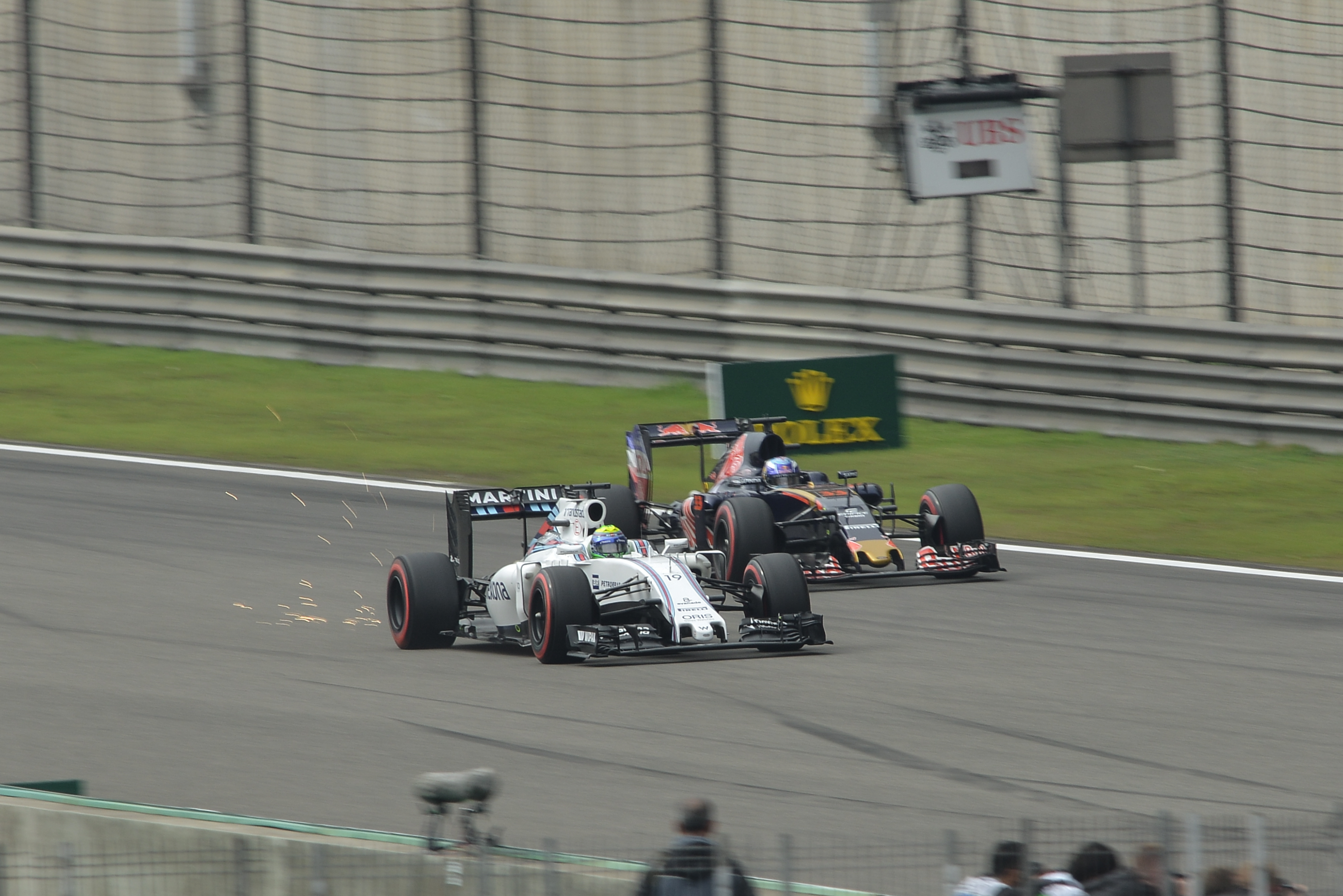
Max Verstappen in lotta con la Williams di Felipe Massa durante il Gran Premio di Cina 2016

Nel periodo pre-campionato, non sono stati pochi i giudizi positivi e le buone premesse date sia dai vertici della stessa squadra che dagli addetti ai lavori fino anche agli stessi piloti, che vedono la STR11 come futura quinta forza del campionato e in grado di battagliare addirittura con la più quotata Red Bull.
Dal canto suo, la Toro Rosso sembra rispettare inizialmente i favori del pronostico, a partire dal primo Gran Premio stagionale a Melbourne dove le due monoposto romagnole accedono entrambe al Q3 e si qualificano in quinta posizione con Verstappen e in settima con Sainz. In gara però entrambi i piloti, dopo una buona partenza dove Verstappen riesce anche a passare Lewis Hamilton per il quarto posto, chiudono ai margini della zona punti in nona e decima posizione a più di un minuto dal vincitore. In Bahrain solo l'olandese passa la Q3 mentre Sainz si ferma all'11ª piazza; alla domenica Verstappen si rende autore di una buona gara e chiude sesto mentre Sainz chiude la gara anzitempo per una collisione.

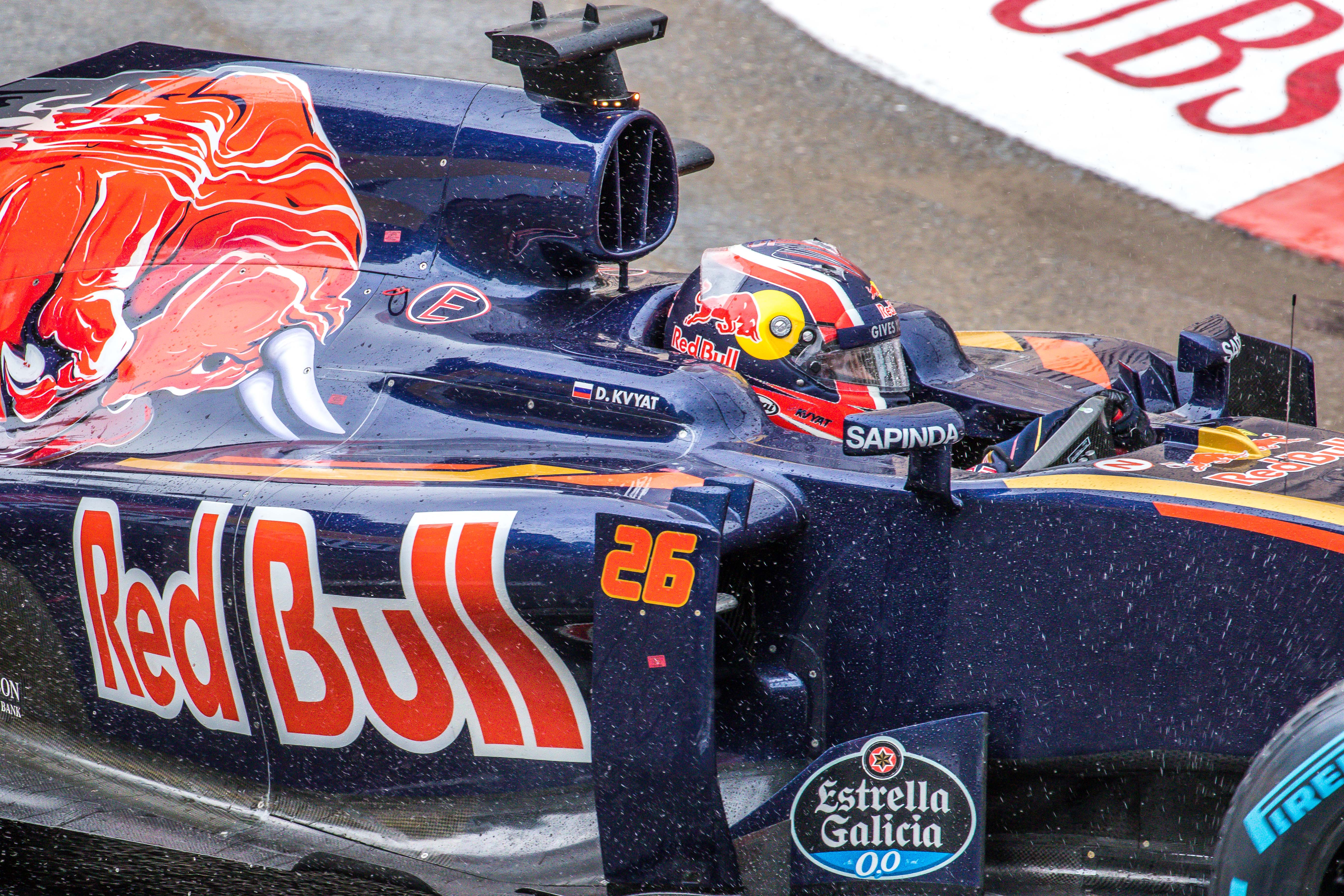
Daniil Kvjat durante il Gran Premio di Monaco: il russo, appiedato dalla Red Bull dopo 4 gare, torna a Faenza dopo un anno e mezzo.

Il periodo positivo del team prosegue anche in Cina e Russia dove fa presenza fissa nel Q3 al sabato con almeno una vettura e prende punti alla domenica, tranne a Sochi, dove Sainz perde la decima posizione negli ultimi giri a vantaggio di Jenson Button mentre Verstappen è già fuori dai giochi dopo 33 giri per un problema alla power-unit. Inoltre, l'appuntamento russo è l'ultima gara disputata in Toro Rosso per l'olandese che lascia Faenza dopo appena una stagione per accasarsi in Red Bull al fianco di Daniel Ricciardo alla vigilia del Gran Premio di Spagna. Al suo posto viene accolto nuovamente in squadra il "retrocesso" Daniil Kvjat che paga caro gli errori commessi a inizio stagione in Red Bull e torna quindi a Faenza dopo esserci già stato come pilota titolare all'esordio in Formula 1, nel 2014.
Nonostante essere orfana di Verstappen, la Toro Rosso brilla anche a Barcellona, chiudendo in sesta posizione con Sainz e in decima con Kvjat che porta al team il primo giro veloce della sua storia, ripetendosi nelle successive sei gare dove il madrileno totalizza 18 punti e un solo ritiro a Baku mentre il russo torna a punti solo a Silverstone prima della pausa estiva.
Da metà campionato in poi, la stagione della compagine italiana prende una svolta brusca: a causa anche di un pacchetto aerodinamico fallimentare portato in Germania e un motore Ferrari oramai obsoleto e senza nessun tipo di aggiornamento da fine 2015, la Toro Rosso arranca sia in prova che in gara, accedendo solo in sporadiche occasioni alla manche finale e concludendo i Gran Premi fuori dai punti e con distacchi abissali dalle vetture che precedono, prova ne è il fatto che il duo Sainz-Kvyat va a punti solo in altre 3 occasioni (due sesti posti dello spagnolo in Brasile - sotto la pioggia - e negli USA, e un nono posto del russo a Singapore). Il calo di prestazione presentatosi dopo la pausa estiva si rivela essere quindi decisivo anche per il campionato costruttori dove la Toro Rosso, rimasta per metà stagione ferma al sesto posto, subisce il sorpasso (irreversibile) in classifica dalla McLaren e chiude per il secondo anno di fila al 7º posto con 63 punti, 4 in meno del 2015, deludendo ancora una volta le aspettative create intorno alla monoposto prima della stagione.

## Risultati in Formula 1
| Anno | Team                | Motore                             | Gomme | Piloti     |    |     |   |     |    |     |    |     |     |    |    |    |     |     |    |    |    |    |    |    |     | Punti | Pos. |
| ---- | ------------------- | ---------------------------------- | ----- | ---------- | -- | --- | - | --- | -- | --- | -- | --- | --- | -- | -- | -- | --- | --- | -- | -- | -- | -- | -- | -- | --- | ----- | ---- |
| 2016 | Scuderia Toro Rosso | Ferrari 059/4, 1.6 V6 turbo-ibrido | P     | Verstappen | 10 | 6   | 8 | Rit |    |     |    |     |     |    |    |    |     |     |    |    |    |    |    |    |     | 63    | 7º   |
| 2016 | Scuderia Toro Rosso | Ferrari 059/4, 1.6 V6 turbo-ibrido | P     | Sainz Jr.  | 9  | Rit | 9 | 12  | 6  | 8   | 9  | Rit | 8   | 8  | 8  | 14 | Rit | 15  | 14 | 11 | 17 | 6  | 16 | 6  | Rit | 63    | 7º   |
| 2016 | Scuderia Toro Rosso | Ferrari 059/4, 1.6 V6 turbo-ibrido | P     | Kvjat      |    |     |   |     | 10 | Rit | 12 | Rit | Rit | 10 | 16 | 15 | 14  | Rit | 9  | 14 | 13 | 11 | 18 | 13 | Rit | 63    | 7º   |